# سقوط بنوم بنه
سقوط بنوم بنه هو استيلاء حركة الخمير الحمر على مدينة بنوم بنه، عاصمة جمهورية الخمير (كمبوديا حاليًا)، في 17 أبريل 1975، ما أنهى فعليًا الحرب الأهلية الكمبودية. في بداية أبريل 1975، حاصر الخمير الحمر بنوم بنه، أحد آخر المعاقل المتبقية لجمهورية الخمير، واعتمدت كليًا على إعادة الإمداد الجوي عبر مطار بوتشينتونغ.
مع اقتراب انتصار الخمير الحمر، قامت حكومة الولايات المتحدة بإجلاء الرعايا الأمريكيين والكمبوديين المتحالفين في 12 أبريل 1975. في 17 أبريل، أخلت حكومة جمهورية الخمير المدينة، بهدف إنشاء مركز حكومي جديد بالقرب من الحدود التايلاندية لمواصلة المقاومة. في وقت لاحق من ذلك اليوم، تم اجتياح آخر الدفاعات حول بنوم بنه واحتلها الخمير الحمر.
نقلت قوات جمهورية الخمير الأسرى إلى الاستاد الأوليمبي حيث تم إعدامهم؛ من بينهم كبار القادة الحكوميين والعسكريين الذين أجبروا على كتابة اعترافات قبل إعدامهم. أمر الخمير الحمر بإخلاء بنوم بنه، وإخلاء المدينة باستثناء من لجأ إلى السفارة الفرنسية حتى 30 أبريل، تاريخ نقلهم إلى تايلاند.

## الخلفية
في بداية عام 1975، سيطرت جمهورية الخمير، وهي حكومة عسكرية تدعمها الولايات المتحدة، على منطقة بنوم بنه فقط وسلسلة من المدن على طول نهر ميكونج والتي وفرت طريق الإمداد الحاسم للغذاء والذخائر القادمة من جنوب فيتنام. كجزء من هجومهم في موسم الجفاف عام 1975، بدلًا من تجديد هجماتهم الأمامية على بنوم بنه، شرع الخمير الحمر في قطع طريق الإمداد الحاسم لنهر ميكونج. في 12 يناير 1975، هاجم الخمير الحمر نيك لونج، وهي نقطة دفاعية رئيسية للقوات المسلحة الوطنية الخميرية (FANK) على نهر ميكونج.
في 27 يناير، وصلت سبع سفن إلى بنوم بنه، وهي الناجية من قافلة مكونة من 16 سفينة تعرضت للهجوم خلال رحلة 100 كيلومتر (62 ميل) من الحدود الفيتنامية الجنوبية. في 3 فبراير، اصطدمت قافلة متجهة إلى أسفل النهر بألغام بحرية زرعها الخمير الحمر في فو مي، على بعد حوالي 74 كيلومترًا (46 ميلًا) من بنوم بنه. كانت البحرية الوطنية الخميرية (MNK) تتمتع بالقدرة على إزالة الألغام، ولكن بسبب سيطرة الخمير الحمر على ضفاف النهر، كان إزالة الألغام مستحيلًا أو في أفضل الأحوال مكلفًا للغاية. فقدت البحرية الوطنية الخميرية ربع سفنها، وقتل أو أصيب 70% من بحارتها.
بحلول 17 فبراير، تخلت جمهورية الخمير عن محاولات إعادة فتح خط إمداد نهر ميكونج. كان لابد من وصول جميع الإمدادات اللاحقة إلى بنوم بنه عن طريق الجو إلى مطار بوتشينتونج. حشدت الولايات المتحدة بسرعة جسرًا جويًا من الطعام والوقود والذخيرة إلى بنوم بنه، ولكن نظرًا لأن دعم الولايات المتحدة لجمهورية الخمير كان محدودًا بموجب تعديل كيس-تشيرش، فقد سيطرت شركة BirdAir، وهي شركة متعاقدة مع حكومة الولايات المتحدة، على الجسر الجوي بأسطول مختلط من طائرات C-130 وDC-8، تحلق 20 مرة في اليوم إلى بوتشينتونج من مطار يو تاباو التابع للبحرية الملكية التايلاندية.
في 5 مارس، قصفت مدفعية الخمير الحمر في تول ليب (11.574 درجة شمالًا 104.757 درجة شرقًا)، شمال غرب بنوم بنه، مطار بوتشينتونج، لكن قوات FANK استعادت تول ليب في 15 مارس وأنهت القصف. استمرت قوات الخمير الحمر في الاقتراب من شمال وغرب المدينة وسرعان ما تمكنت من إطلاق النار على بوتشينتونغ مرة أخرى. في 22 مارس، أصابت الصواريخ طائرتي إمداد، الأمر الذي أجبر السفارة الأمريكية على الإعلان في اليوم التالي عن تعليق الجسر الجوي حتى يتحسن الوضع الأمني. وإدراكًا منها أن جمهورية الخمير ستنهار قريبًا بدون إمدادات، عكست السفارة التعليق في 24 مارس وزادت من عدد الطائرات المتاحة للجسر الجوي. كان الأمل بين حكومة الخمير والسفارة هو أن هجوم الخمير الحمر يمكن أن يُكبح حتى بداية موسم الأمطار في مايو عندما يهدأ القتال عادة.

## الهجوم

### أواخر مارس
بحلول أواخر مارس، حافظت القوات المسلحة الوطنية الخميرية على محيط دفاعي على بعد حوالي 15 كيلومترًا (9.3 ميل) من وسط بنوم بنه. في الشمال الغربي، كانت الفرقة السابعة في وضع صعب بشكل متزايد؛ كانت جبهتها مقطوعة في عدة أماكن، وخاصة في منطقة تول ليب التي تغيرت الأيدي عدة مرات. تم عزل الفرقة الثالثة، الواقعة على الطريق 4 في محيط بيك تشان (11.51 درجة شمالًا 104.748 درجة شرقًا)، على بعد حوالي 10 كيلومترات (6.2 ميل) غرب بوتشينتونغ، عن مركز قيادتها في كومبونج سبيو.
في الجنوب، تعاملت الفرقة الأولى مع الدفاع، جنبًا إلى جنب مع اللواء الخامس عشر للعميد لون نون؛ كان الجزء الأكثر هدوءًا من الجبهة في ذلك الوقت. في منطقة تاخماو والطريق 1 ونهر باساك، تعرضت الفرقة الأولى لضغط مستمر من الخمير الحمر. إلى الشرق من العاصمة كان لواء المظلات وقوات منطقة بنوم بنه العسكرية. تم الدفاع عن القاعدة البحرية التابعة لـ MNK في شبه جزيرة Chrouy Changvar 11.583°N 104.916°E وقاعدة القوات الجوية الخميرية (KAF) في Pochentong بواسطة قواتهما الخاصة.
كان الموقع الرئيسي في نياك لونج على الضفة الشرقية لنهر ميكونج معزولًا تمامًا. كانت القوات المسلحة الكينية وقوات ميانمار الوطنية تعاني من ضغوط شديدة ونقص في الإمدادات ولم تتمكن من تلبية مطالب القوات المسلحة الوطنية الكينية. كان الوضع اللوجستي العام للقوات المسلحة الوطنية الكينية حرجًا بشكل متزايد ولم يكن من الممكن إعادة إمداد المشاة بالذخيرة إلا بشكل متقطع.

### 1 أبريل
استقال رئيس الوزراء لون نول في 1 أبريل. حضر مراسم الرحيل في قصر تشامكار مون الخمير فقط، ولم تتم دعوة السلك الدبلوماسي. من أراضي تشامكار مون، نقلت طائرات الهليكوبتر لون نول وعائلته ورفاقه إلى بوتشينتونج، حيث التقى لون نول بالسفير الأمريكي جون غونتر دين قبل ركوب طائرة الخطوط الجوية الكمبودية إلى يو تاباو في تايلاند وإلى المنفى. أصبح سوكام كوي رئيسًا بالنيابة، وكان من المأمول أن تتقدم مفاوضات السلام مع رحيل لون نول.
توج الوضع المتدهور بسرعة في مارس في ليلة 1 أبريل بسقوط نيك لونغ، على الرغم من المقاومة الشرسة وبعد حصار دام ثلاثة أشهر. فتح هذا التطور الطريق الجنوبي إلى العاصمة وأتاح الفرصة لستة آلاف جندي من الخمير الحمر للانضمام إلى القوات التي تحاصر بنوم بنه. وكان الاستيلاء على ستة مدافع هاوتزر عيار 105 ملم في نياك لونج بمثابة تهديد آخر للعاصمة.